# Secretaría de Igualdad e Inclusión de Nuevo León
La Secretaría de Igualdad e Inclusión de Nuevo León es la dependencia encargada de la conducción, coordinación e implementación de la política social en el Estado, teniendo como objetivo garantizar el cumplimiento de los derechos sociales de todas las personas, y como eje de igualdad e inclusión, a través de las condiciones necesarias para el entorno y el desarrollo de las capacidades, en especial de los sectores en condiciones de vulnerabilidad.

## Funciones
Conducir, coordinar e implementar la política social en el Estado, teniendo como objetivo garantizar el cumplimiento de los derechos sociales de todas las personas, y como eje de igualdad e inclusión, a través de las condiciones necesarias para el entorno y el desarrollo de las capacidades, en especial de los sectores en condiciones de vulnerabilidad.

### Visión
Arribar a una sociedad con inclusión plena capaz de brindar una vida digna en donde se garanticen y fomenten las capacidades personales y los derechos sociales de todas las personas sin distinciones físicas, étnicas, culturales, económicas y territoriales.

### Misión
Establecer un modelo de desarrollo social integrado orientado a la generación de capacidades humanas que en forma simultánea promueva y atienda a las personas en condiciones de vulnerabilidad social y en situación de pobreza, superando las prácticas tradicionales de asistencialismo.

### Según la ley
Según el artículo 34 de la Ley Orgánica de la Administración Pública del Estado de Nuevo León:
I. Realiza las acciones que le corresponden al Estado en materia de desarrollo e inclusión social, así como ejecutar las acciones correspondientes a los proyectos y programas que se implementen en forma coordinada con la federación, estados, municipios y particulares;
II. Coordinar, ejecutar y evaluar las políticas de prevención del delito, reinserción, protección, desarrollo e inclusión social para el combate de la pobreza en beneficio de la población y especialmente de grupos o familias en situación vulnerable o de marginación rural o urbana;
III. Elaborar y evaluar las políticas públicas orientadas a promover el desarrollo integral de las personas adultas mayores, de personas con discapacidad, personas migrantes, pueblos y comunidades indígenas y personas en situación de calle; así como diseñar esquemas de participación social, de proyectos productivos y de apoyo a grupos en situación de vulnerabilidad o marginados y a organizaciones no gubernamentales comprometidas con el desarrollo social;
IV. Formular, impulsar, coordinar, ejecutar, evaluar y vigilar el cumplimiento de los programas en materia de salud, derechos humanos, prevención del delito, reinserción, desarrollo e inclusión social, educación, cultura, de atención a la familia y de atención a la farmacodependencia, violencia intrafamiliar, población de personas migrantes indígenas, beneficencia pública y privada, así como promover la equidad entre los grupos más vulnerables, coordinandose, en su caso, con las instancias competentes;
V. Desarrollar acciones y programas tendientes a que las y los habitantes del Estado puedan acceder a una vida digna;
VI. Desarrollar proyectos y programas para atender la problemática social, incluyendo lo relativo a la población de escasos recursos y grupos en situación de vulnerabilidad o marginados;
VII. Vincular las relaciones en materia de política social con la Federación, los estados, municipios e instituciones públicas y privadas;
VIII. Gestionar la celebración de convenios con las instituciones públicas y privadas y con las personas físicas y morales a nivel nacional o internacional, que se requieran para el ejercicio de sus funciones;
IX. Colaborar y trabajar de forma transversal la política social con las demás entidades de la Administración Pública Estatal, municipal y privadas con el objetivo de lograr una atención integral, especialmente de los grupos en situación de vulnerabilidad o marginados;
X. Generar los mecanismos que garanticen la no discriminación, de acuerdo con lo establecido en la Ley para Prevenir y Eliminar la Discriminación en el Estado de Nuevo León;
XI. Diseñar e implementar políticas, programas y acciones en materia de asistencia, inclusión y promoción social, así como de participación social y comunitaria en la entidad;
XII. Implementar, e impulsar acciones para promover, proteger, respetar y garantizar los derechos de todas las estructuras, manifestaciones y formas de comunidad familiar reconocidas y protegidas integralmente por la Ley;
XIII. Proporcionar servicios de primer contacto para la canalización con las instancias correspondientes;
XIV. Fomentar la participación de organizaciones civiles, instituciones académicas y de investigación en el diseño, de las políticas y programas que lleve a cabo la Secretaría;
XV. Impulsar y vigilar dentro de su ámbito de competencia en la administración pública, a través de la incorporación de la perspectiva de igualdad, no discriminación y de respeto y acceso a los derechos humanos en sus programas y acciones por parte del personal adscrito a las dependencias, conjuntamente con las demás entidades de la Administración Pública Estatal;
XVI. Coordinar, supervisar y evaluar las actividades y resultados de las entidades sectorizadas a la Secretaría, coadyuvando con dichas áreas, y
XVII. Los demás que le señalen las leyes, reglamentos y otras disposiciones legales aplicables.

## Titulares
| Titular                                         | Periodo                                        | Gobernador                        | Ref |
| ----------------------------------------------- | ---------------------------------------------- | --------------------------------- | --- |
| Martha Patricia Herrera González                | Desde el 4 de octubre de 2021                  | Samuel Alejandro García Sepúlveda |     |
| Titulares de la Secretaría de Desarrollo Social |                                                |                                   |     |
| Genaro Alanís de la Fuente                      | 2 de julio de 2018 - 3 de octubre de 2021      | Jaime Rodríguez Calderón          |     |
| Eugenio Montiel Amoroso                         | 1 de enero de 2018 - 2 de julio de 2018        | Manuel Florentino González Flores |     |
| Luz Natalia Berrún Castañón                     | 4 de octubre de 2015 - 31 de diciembre de 2017 | Jaime Rodríguez Calderón          |     |
| Federico Vargas Rodríguez                       | 1 de septiembre de 2013 - 3 de octubre de 2015 | Rodrigo Medina de la Cruz         |     |
| Juana Aurora Cavazos Cavazos                    | 4 de octubre de 2009 - 31 de agosto de 2013    | Rodrigo Medina de la Cruz         |     |